# Matematyka finansowa
Matematyka finansowa – dziedzina matematyki stosowanej. Zajmuje się opisywaniem bogactwa ekonomicznej rzeczywistości przy pomocy aparatu matematycznego.
Współcześnie uważa się, że podwaliny pod powstanie dziedziny matematyki finansowej zostały położone wraz z opublikowaniem pracy doktorskiej przez francuskiego matematyka i ekonomistę Louisa Bacheliera. Jednak jego idee pozostały przez długi czas w zapomnieniu i gwałtowny rozwój tej dziedziny wiedzy przypada dopiero na lata 70. XX wieku, gdy Robert Merton i Myron Scholes wprowadzili matematyczne modele wyceny arbitrażowej instrumentów finansowych. Zaowocowało to między innymi przyznaniem im Nagrody Nobla w 1997 roku.
Matematyka finansowa dzieli się na dwa główne nurty:
1. Teoria funkcji pieniądza w czasie - wykorzystuje się w niej podstawową wiedzę z zakresu analizy matematycznej (ciągi, szeregi, pochodna i całka Riemanna). Bada ona w jaki sposób zmienia się kapitał w czasie przy założeniu danego oprocentowania. Ponadto rozpatruje ciągi płatności dokonywanych co pewien okres.
2. Teoria wyceny instrumentów finansowych - wykorzystuje się w niej poza wiedzą z zakresu analizy matematycznej pojęcia związane z teorią prawdopodobieństwa. Jest to uogólniona postać teorii funkcji pieniądza w czasie, w której stopy procentowe oraz płatności są zmiennymi losowymi. W szczególności teoria ta jest wykorzystywana do wyceny akcji, obligacji, instrumentów pochodnych itd., zarządzania ryzykiem, oceny efektywności inwestycyjnej (np. model CAPM).